# Episodi di Fast Forward (terza stagione)
La terza stagione della serie televisiva Fast Forward è composta da dieci episodi.
Le riprese, annunciate ancor prima della trasmissione della stagione precedente, hanno avuto luogo a Vienna e dintorni in due fasi: la prima iniziata il 15 marzo, la seconda tra metà luglio e metà settembre per registrare i rimanenti quattro episodi.
La stagione è stata trasmessa sul canale austriaco ORF 1 dal 4 gennaio al 15 marzo 2011, mentre in Italia è andata in onda su LA7d dal 27 aprile al 25 maggio 2012.
| nº | Titolo originale   | Titolo italiano            | Prima TV Austria | Prima TV Italia |
| -- | ------------------ | -------------------------- | ---------------- | --------------- |
| 1  | Sr. Margarete Laub | Il caso Margarete Laub     | 4 gennaio 2011   | 27 aprile 2012  |
| 2  | Tamara Morgenstern | Il caso Tamara Morgenstern | 18 gennaio 2011  | 27 aprile 2012  |
| 3  | Markus Brückner    | Il caso Markus Brückner    | 1º febbraio 2011 | 4 maggio 2012   |
| 4  | Georg Vitter       | Il caso Georg Vitter       | 8 febbraio 2011  | 4 maggio 2012   |
| 5  | Marvin Jäger       | Il caso Marvin Jäger       | 15 febbraio 2011 | 11 maggio 2012  |
| 6  | Gordana Hannbaum   | Il caso Gordana Hannbaum   | 22 febbraio 2011 | 11 maggio 2012  |
| 7  | Helmut Schafranek  | Il caso Helmut Schafranek  | 1º marzo 2011    | 18 maggio 2012  |
| 8  | Klaus Karner       | Il caso Klaus Karner       | 1º marzo 2011    | 18 maggio 2012  |
| 9  | Karl Esch          | Il caso Karl Esch          | 8 marzo 2011     | 25 maggio 2012  |
| 10 | Angelika Schnell   | Il caso Angelika Schnell   | 15 marzo 2011    | 25 maggio 2012  |

## Il caso Margarete Laub
- Titolo originale: Sr. Margarete Laub
- Diretto da: Michi Riebl
- Scritto da: Verena Kurth

### Trama
Il cadavere di una suora viene trovato all'interno di una piscina annessa ad un convento dove si offrono "vacanze spirituali". Due mesi dopo la morte di Peter Feiler il maggiore Martin Schuster mette sotto stretta indagine l'operato di Angelika.

## Il caso Tamara Morgenstern
- Titolo originale: Tamara Morgenstern
- Diretto da: Michi Riebl
- Scritto da: Fritz Ludl

### Trama
Per celebrare il ventennale della maturità, la classe di Angelika si ritrova al bacino kaiserwasser, sul Vecchio Danubio. Qui due decenni prima una compagna di scuola era morta annegata durante i festeggiamenti. Ricordando il tragico evento con l'amico Bernhard Holpfer emerge un dettaglio che spinge la Schnell ad indagare sull'incidente. Angelika riceve una lettera da un carcerato e scopre il motivo degli strani cambiamenti di Stefan negli ultimi tempi.

## Il caso Markus Brückner
- Titolo originale: Markus Brückner
- Diretto da: Michi Riebl
- Scritto da: Katharina Hajos e Constanze Fischer

### Trama
L'arrogante e violento proprietario di una catena di alberghi viene chiuso vivo all'interno di una lavatrice di un suo hotel. Concluso il suo operato, Schuster accusa Angelika di essere responsabile della morte di Feiler e di aver manipolato le indagini. La Schnell fa visita al pluriomicida Karl Esch, che le ha scritto di aver conosciuto Feiler.

## Il caso Georg Vitter
- Titolo originale: Georg Vitter
- Diretto da: Michi Riebl
- Scritto da: Guntmar Lasnig

### Trama
Un famoso procuratore sportivo viene trafitto da un colpo al cuore nella sua villa al termine di una festa per il fidanzamento di un suo assistito, arricchita da fiumi di alcol e droga. L'indagine di Schuster, la nuova fidanzata di Stefan e le reticenze di Esch portano anche Angelika ad esagerare con la bottiglia.

## Il caso Marvin Jäger
- Titolo originale: Marvin Jäger
- Diretto da: Michi Riebl
- Scritto da: Katharina Hajos e Constanze Fischer

### Trama
Una sera un'impiegata dell'ufficio delle tasse viene uccisa da un cecchino appena scesa dall'autobus; il mattino seguente un uomo ospite dei proprietari di un bar viene freddato allo stesso modo fuori dal locale. Le vittime non sembrano avere nulla in comune. Per aiutare Angelika e la sua insonnia, Stefan le prescrive dei medicinali.

## Il caso Gordana Hannbaum
- Titolo originale: Gordana Hannbaum
- Diretto da: Andreas Kopriva
- Scritto da: Guntmar Lasnig

### Trama
In una calda giornata una telefonata anonima informa la squadra omicidi che un decesso occorso un mese prima non è avvenuto per morte naturale. La vittima era una quarantenne dalla disinvolta vita sessuale in cura presso un ex medico che praticava l'orgoneterapia associata all'apitossina.

## Il caso Helmut Schafranek
- Titolo originale: Helmut Schafranek
- Diretto da: Andreas Kopriva
- Scritto da: Katharina Hajos e Constanze Fischer

### Trama
Con grande fatica il maggiore Schuster comunica ad Angelika che è stata scagionata dall'indagine interna. Stefan trova il cadavere di un collega in una delle celle frigorifere dell'istituto di patologia.

## Il caso Klaus Karner
- Titolo originale: Klaus Karner
- Diretto da: Andreas Kopriva
- Scritto da: Fritz Ludl

### Trama
Mentre si trova al Life Ball, Maya assiste alla morte di un ispettore di polizia, ucciso da una dose di aconito aggiunta al suo drink. Esch torna a farsi vivo con Angelika. Le passioni sportive di Susanne si rivelano portatrici di effetti collaterali per Stefan e Jan.

## Il caso Karl Esch
- Titolo originale: Karl Esch
- Diretto da: Andreas Kopriva
- Scritto da: Verena Kurth

### Trama
Una settimana dopo l'evasione dal carcere, in un albergo del distretto di Hernals viene trovato il cadavere di Karl Esch, legato e strangolato, con vicino a sé la copia di Delitto e castigo donatagli da Angelika. La presenza della Schnell – che non ha la responsabilità dell'indagine – sulla scena del crimine insospettisce Schuster. Susanne suggerisce per Jan un campo estivo dopo che il ragazzo ha falsificato la firma del padre per nascondere i brutti risultati a scuola.

## Il caso Angelika Schnell
- Titolo originale: Angelika Schnell
- Diretto da: Andreas Kopriva
- Scritto da: Verena Kurth

### Trama
Arrestata per l'omicidio di Karl Esch, dopo più di una settimana di carcere Angelika capisce chi ha aiutato il pluriomicida ad evadere. Rilasciata grazie al lavoro del suo avvocato, inizia ad indagare sulla nuova pista.